# Larchamp (Mayenne)
Larchamp település Franciaországban, Mayenne megyében. Lakosainak száma 1012 fő (2022. január 1.). Larchamp Montaudin, Le Loroux, Ernée, La Pellerine, Saint-Denis-de-Gastines, Saint-Ellier-du-Maine, Saint-Pierre-des-Landes és La Chapelle-Fleurigné községekkel határos.

## Népesség
A település népességének változása:
| Lakosok száma | 1268 | 1239 | 1107 | 1045 | 1059 | 1091 | 1110 | 1115 | 1080 | 1012 |
|               | 1968 | 1982 | 1990 | 2006 | 2013 | 2015 | 2017 | 2019 | 2020 | 2022 |